# Faralako
Faralako är en ort i Guinea.   Den ligger i prefekturen Mandiana Prefecture och regionen Kankan Region, i den östra delen av landet, 600 km öster om huvudstaden Conakry. Faralako ligger 395 meter över havet och antalet invånare är 24 371.
Terrängen runt Faralako är platt, och sluttar österut. Runt Faralako är det glesbefolkat, med 19 invånare per kvadratkilometer. Faralako är det största samhället i trakten. Omgivningarna runt Faralako är huvudsakligen savann.